# Versteend woud van Lesbos

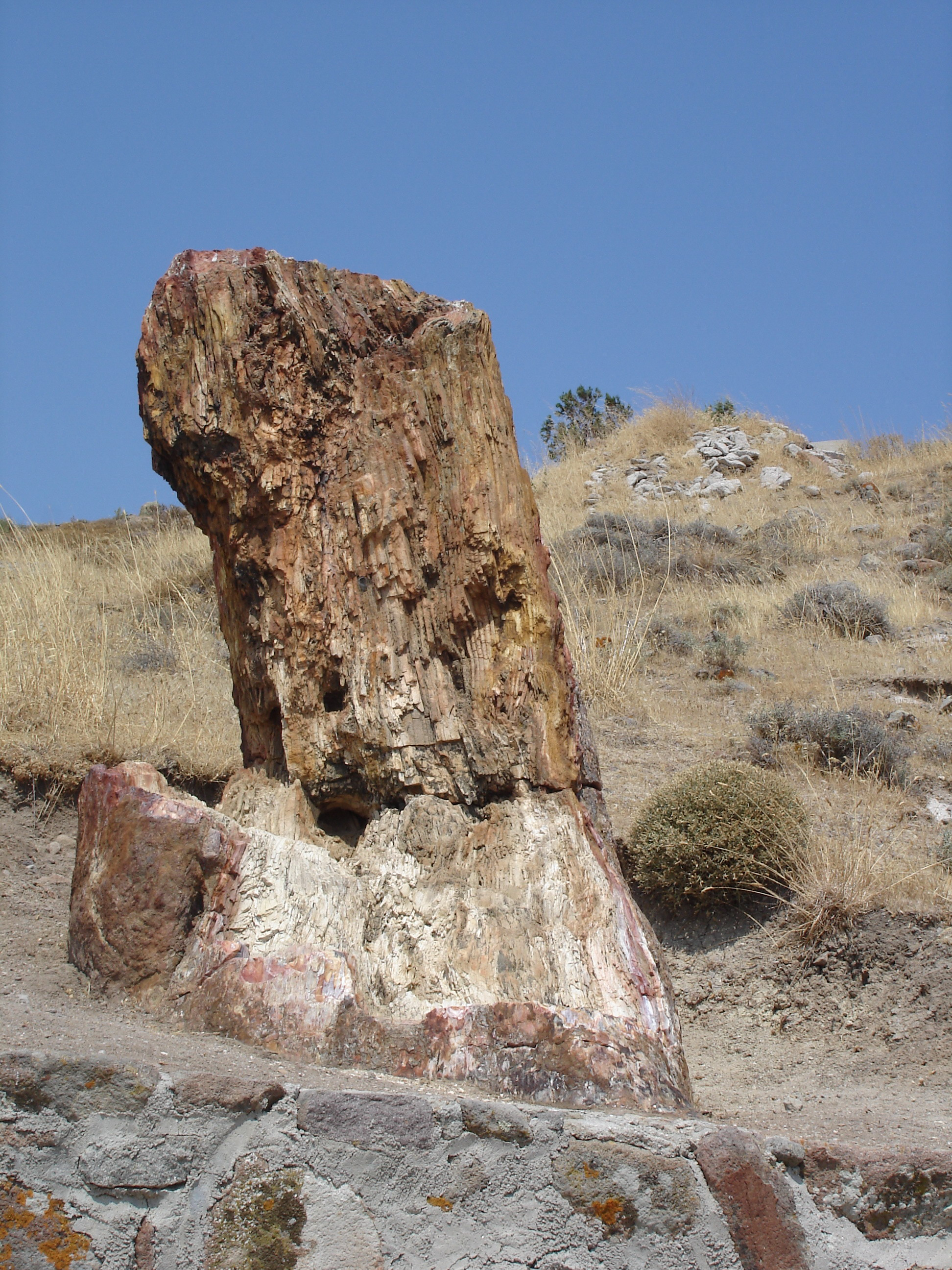
Versteend hout

Het Versteende woud van Lesbos is het grootste van de twee belangrijkste versteende wouden in de wereld (het andere is het Nationaal park Petrified Forest in Arizona). Het Versteend woud van Lesbos ligt op het eiland Lesbos in Griekenland
Het is aangewezen als een beschermd natuurmonument. Het versteende woud van Lesbos werd gevormd uit de fossiele resten van planten en bomen, die te vinden zijn op vele plaatsen op het westelijk deel van het eiland Lesbos. Het gebied tussen de dorpen Eressos, Antissa en Sigri is bezaaid met fossiele boomstronken en vormt zo het Versteende Woud van Lesbos, dat in beheer is van het "Natuurhistorisch Museum van het Versteende Woud van Lesbos" (Grieks: Μουσείο Φυσικής Ιστορίας Απολιθωμένου Δάσους Λέσβου).
Losse plantfossielen kan men vinden op veel andere plaatsen op het eiland, zoals in de dorpen Molyvos, Polichnitos, Plomari and Akrasi.